# 1275
Năm 1275 là một năm trong lịch Julius.